# TRS-80
TRS-80 war eine Bezeichnung von Computern der Tandy Corporation. Der Name stand ursprünglich für den ersten Microcomputer des Unternehmens, den Tandy TRS-80 Model 1. TRS stand dabei für Tandy RadioShack, die Elektronikladenkette des Unternehmens, die 80 verwies auf den als CPU verwendeten Mikroprozessor Zilog Z80.
Aus dem TRS-80 ging eine ganze Serie unterschiedlicher Computermodelle der Firma Tandy hervor, wobei diese nicht zwingend miteinander kompatibel waren.

## Originalsystem und Nachfolger

### TRS-80 Model 1

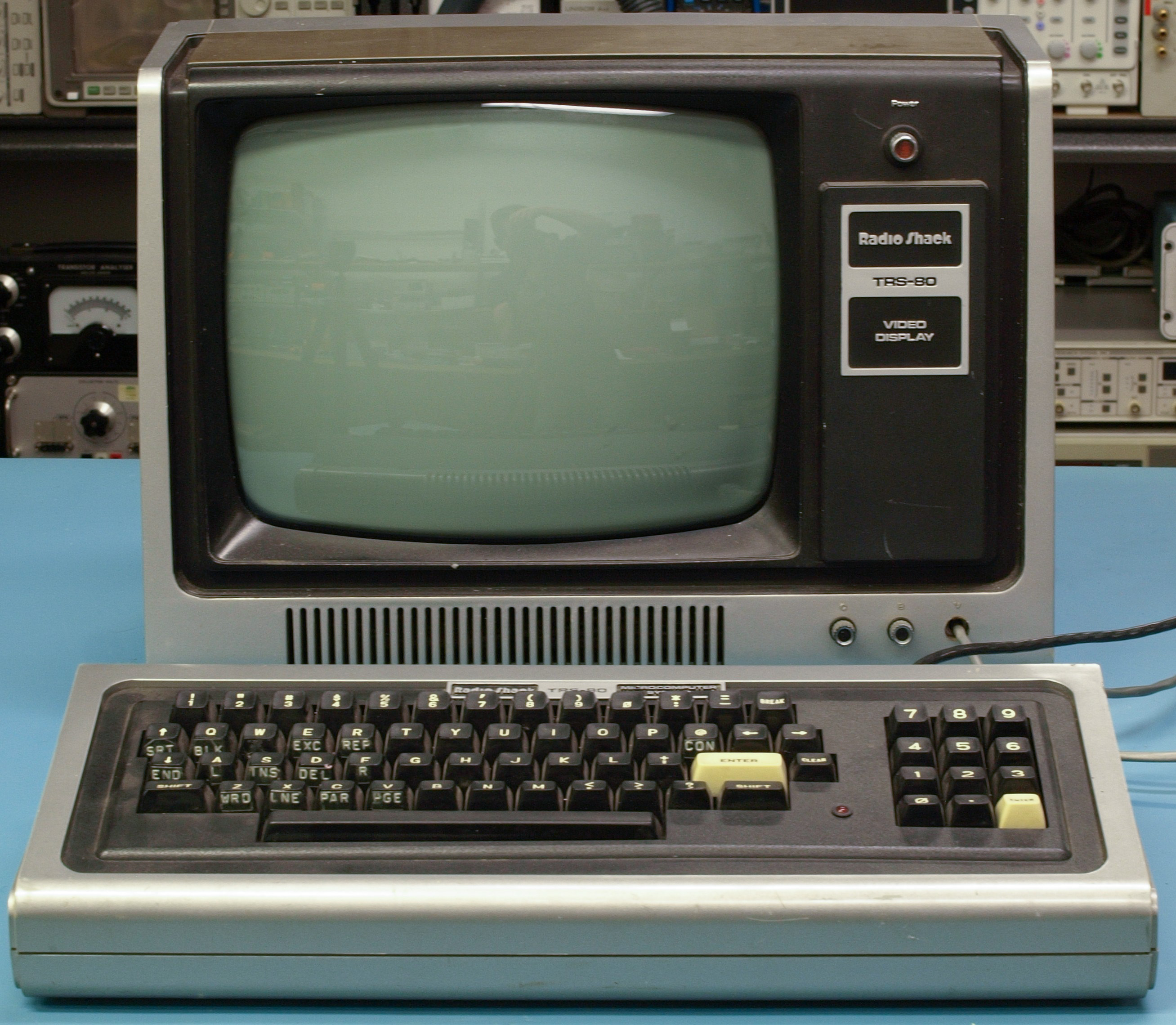
TRS-80 Model 1

Der originale TRS-80 (der später in TRS-80 Model 1 umbenannt wurde) wurde von Steve Leininger entwickelt und kam 1977 auf den Markt. Dieser konzipierte den Computer, weil er der Meinung war, dass die zu der Zeit üblichen Selbstbau-Computer nicht für die breite Masse geeignet seien, da nur wenige Leute die nötigen Fähigkeiten zum Zusammenbau von elektronischen Geräten besaßen.
Der TRS-80 war einer der ersten Computer, die fertig zusammengebaut in großen Stückzahlen hergestellt und verkauft wurden, so auch in Deutschland (Neupreis ca. 3000 DM).
Im Oktober 1978 erschien mit der ersten Ausgabe des TRS-80-Magazins SoftSide die erste Computerzeitschrift, die sich auf einen bestimmten Computertyp fokussierte.
| Verkaufsjahr:   | 1977–1981               |
| CPU:            | Z80 @ 1,7 MHz           |
| Speicher        | 4 KB – 48 KB            |
| Betriebssystem: | TRSDOS, LDOS, NewDOS/80 |

### TRS-80 Model III

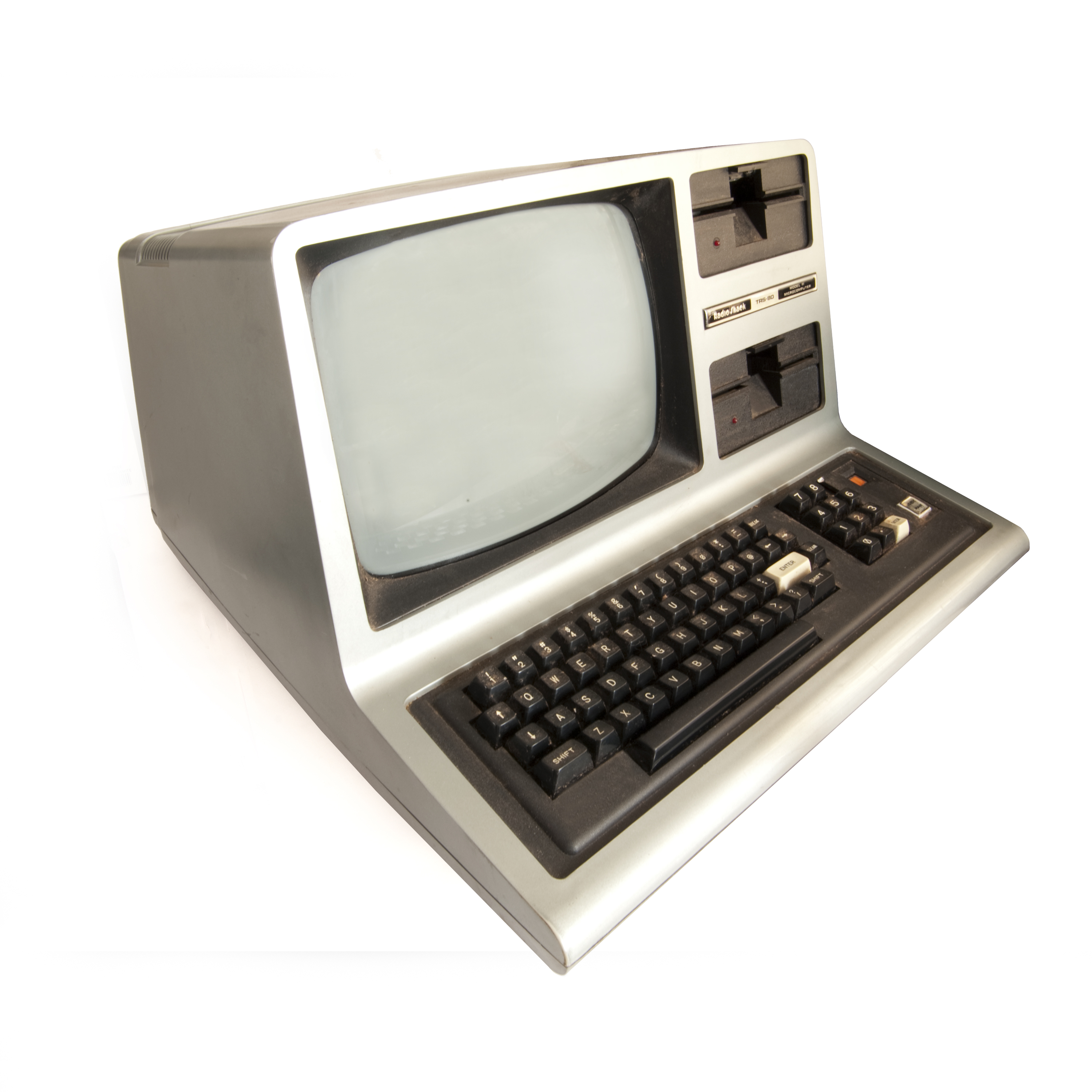
TRS-80 Model III

Der TRS-80 Model III war eine Weiterentwicklung des Model 1 und war weitgehend (aber nicht vollständig) mit dem Model 1 kompatibel.
| Verkaufsjahr:       | 1980–1983                                                                                               |
| CPU:                | Z80A @ 2 MHz                                                                                            |
| Speicher:           | 4 KB – 48 KB RAM ROM: BASIC                                                                             |
| Bildschirm:         | Text und Blockgrafik, schwarz/weiß                                                                      |
| Schnittstellen:     | parallel: Centronics für den Anschluss eines Druckers seriell: RS-232 (optional) Erweiterung: I/O-Ports |
| Diskettenlaufwerke: | 2 interne 5,25″-Laufwerke, optional Disketten wurden nur einseitig beschrieben.                         |
| Betriebssystem:     | TRSDOS, LDOS                                                                                            |

### TRS-80 Model 4

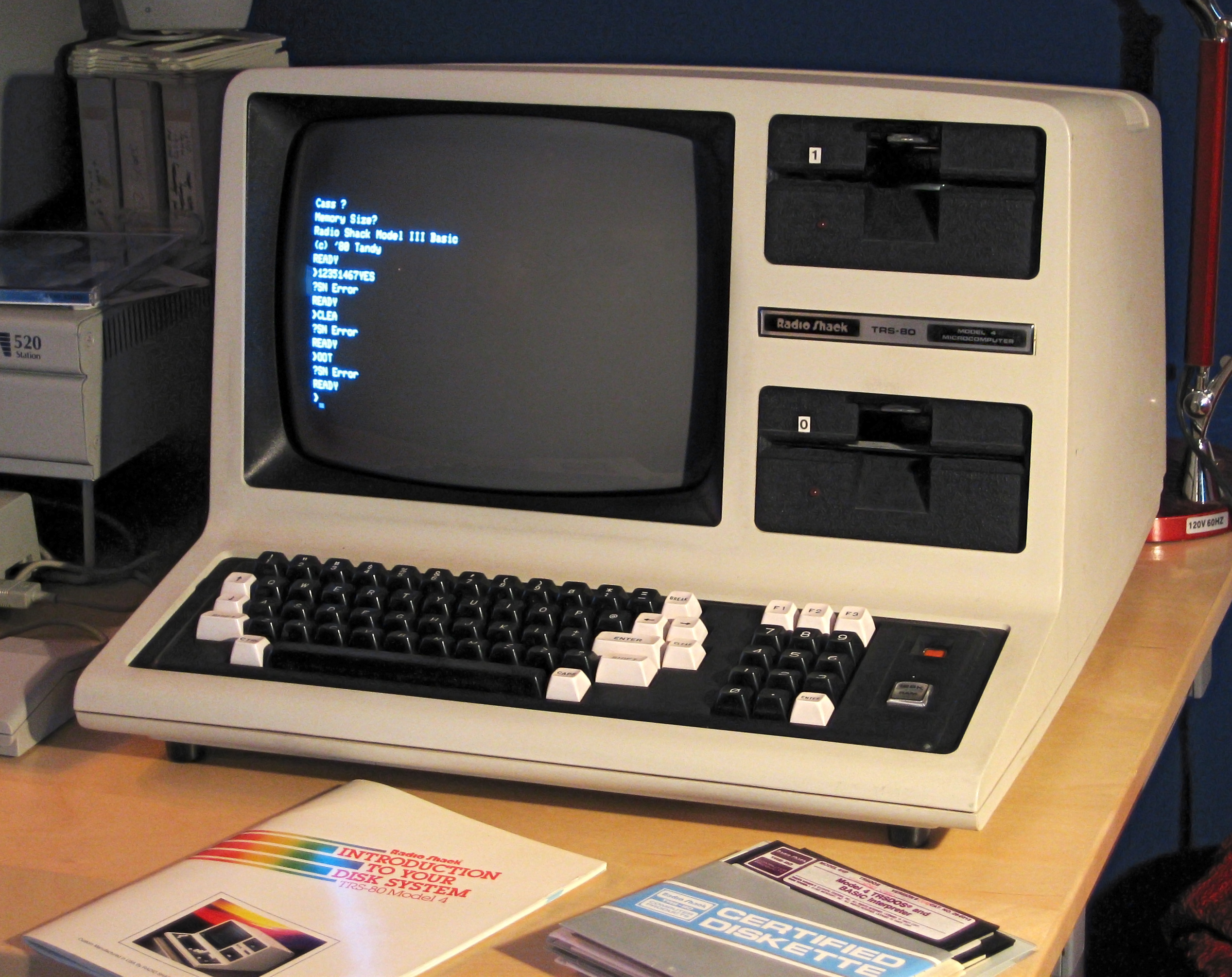
TRS-80 Model 4

Der TRS-80 Model 4 war eine Weiterentwicklung des Model III und war vollständig mit diesem kompatibel.
| Verkaufsjahr:   | 1983–1991      |
| CPU:            | Z80A @ 4 MHz   |
| Speicher        | 64 KB – 128 KB |
| Betriebssystem: | TRSDOS, CP/M   |

### TRS-80 Model 4P

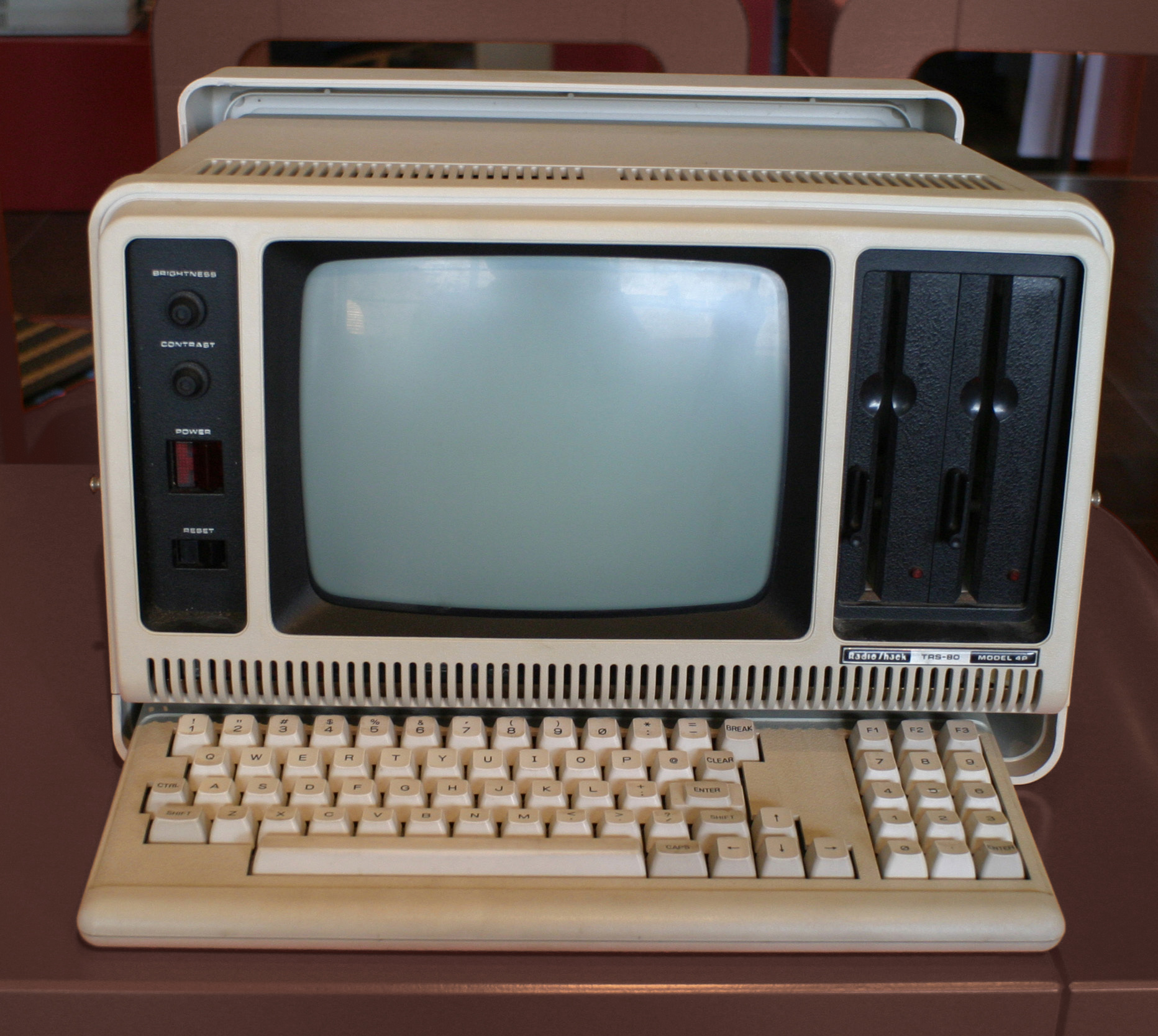
TRS-80 Model 4P

Der TRS-80 Model 4P war eine portable Version des Model 4.
| Verkaufsjahr:   | 1983–1985          |
| CPU:            | Z80A @ 4 MHz       |
| Speicher        | 64 KB – 128 KB     |
| Betriebssystem: | TRSDOS, LDOS, CP/M |

## Bürorechner

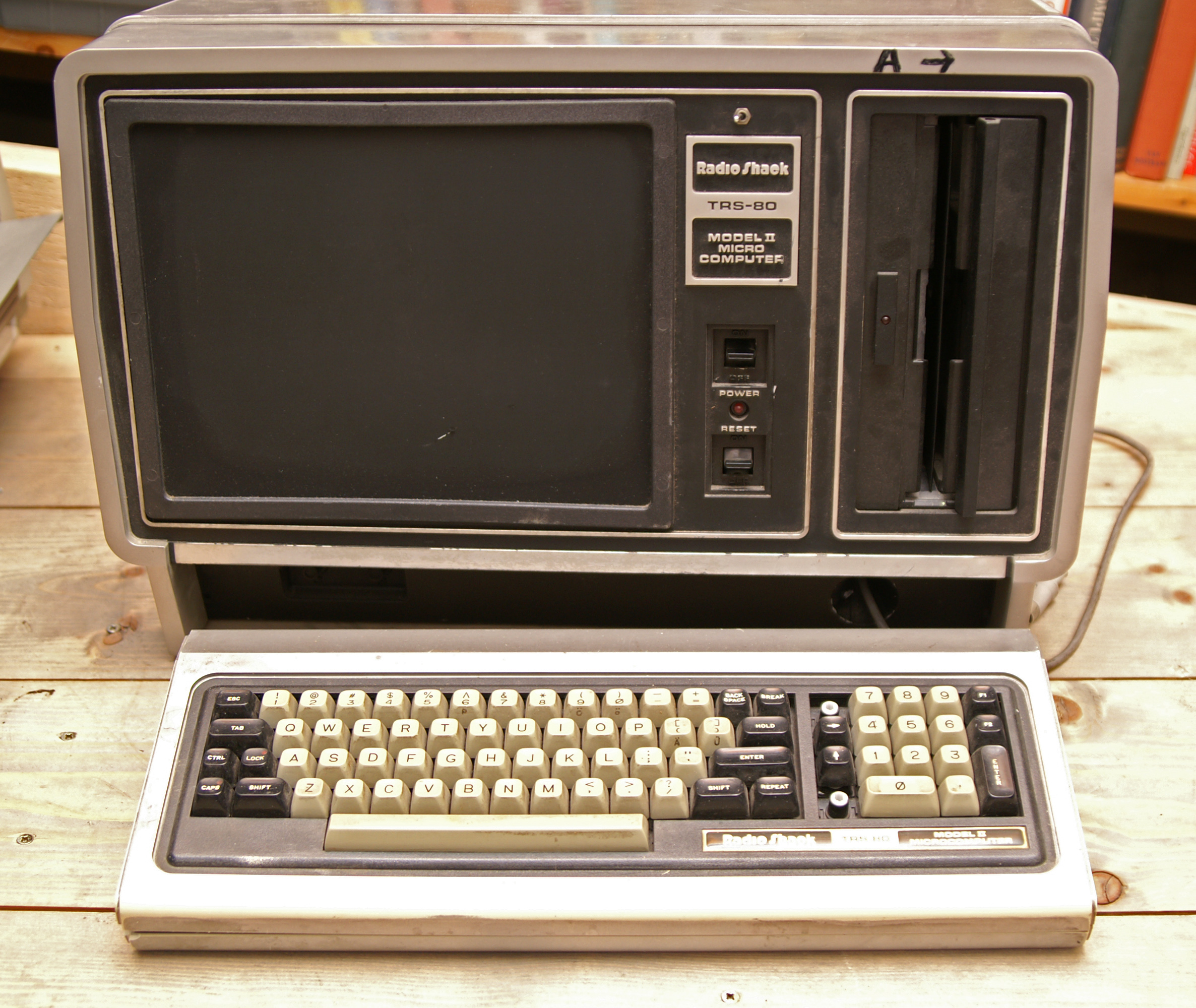
TRS-80 Model II

Obwohl der TRS-80 Model 1 nicht für den professionellen Einsatz gedacht war, wurde er doch stark von Geschäftskunden nachgefragt. Um diesen Markt besser bedienen zu können, wurde der TRS-80 Model II entwickelt und entsprechend als „Business Computer“ beworben und vertrieben. Der TRS-80 Model 12 (ebenfalls auf Basis des Z80-Mikroprozessors) löste den TRS-80 Model II im Jahr 1983 ab.
Im Jahr 1982 kam der TRS-80 Model 16 als Nachfolgemodell des TRS-80 Model II auf den Markt, welcher zusätzlich zum Z80-Mikroprozessor einen 16-bit-Motorola-68000-Mikroprozessor hatte. Damit konnte neben der bestehenden Software auch die Unix-Variante XENIX als Betriebssystem verwendet werden.
Der TRS-80 Model 16 und sein Nachfolger TRS-80 Model 16B entwickelten sich zu populären Computern mit einem breiten Spektrum an Büro- und Verwaltungssoftware.

## Heimcomputer
- Tandy TRS-80 Color Computer („CoCo“) – Gemeinsam mit Motorola auf Basis des 6809 entwickelter Homecomputer
- Tandy TRS-80 MC-10 – Günstiger Homecomputer, der gegen den Sinclair ZX81/Spectrum positioniert wurde

## Portable Rechner
- Tandy TRS-80 Model 100 – OEM-Version des Kyocera Kyotronic 85

Handheld-Computer:

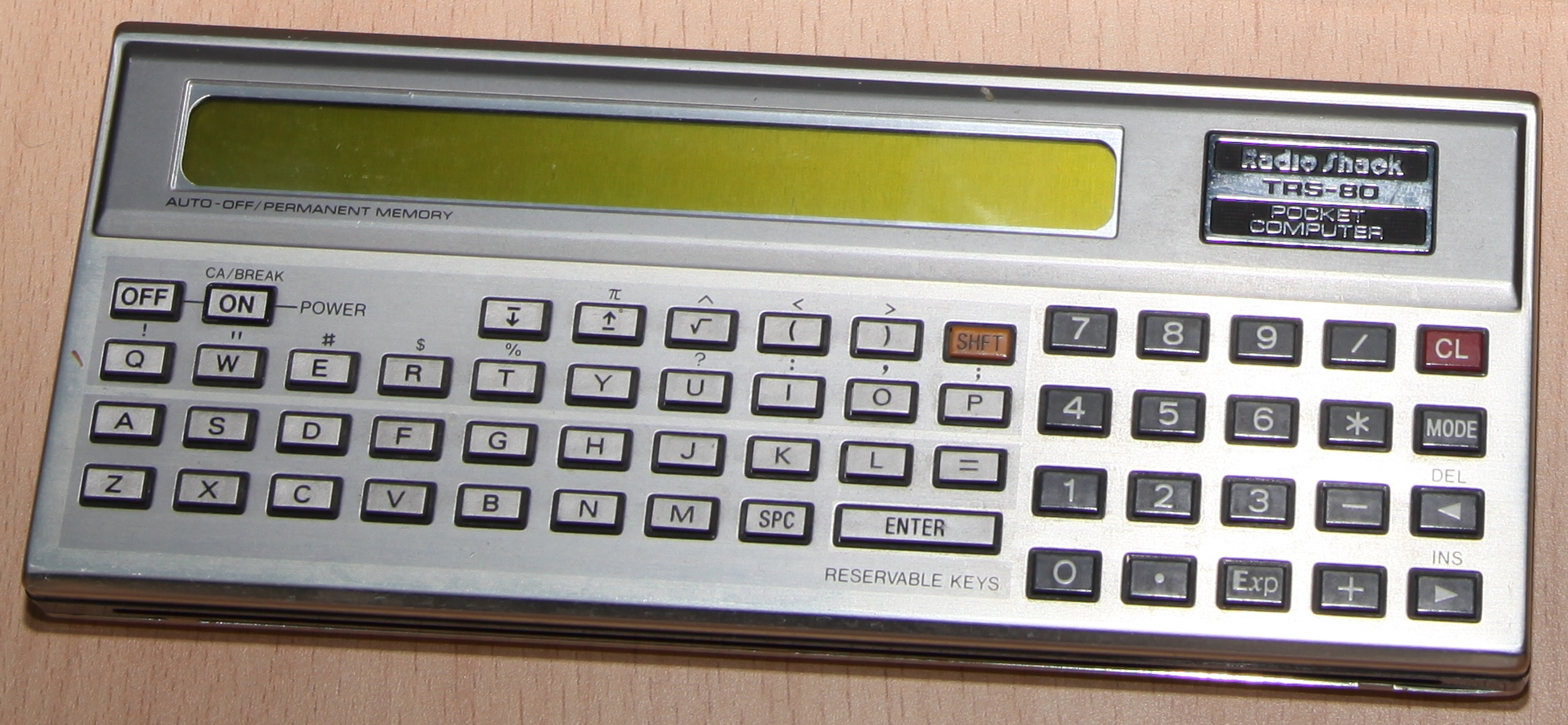
Tandy TRS-80 PC (Sharp PC-1210)

- Tandy TRS-80 PC (auch als PC-1 bezeichnet) – OEM-Version des Sharp PC-1211
- Tandy TRS-80 PC-2 – OEM-Version des Sharp PC-1500
- Tandy TRS-80 PC-3 – OEM-Version des Sharp PC-1250
- Tandy TRS-80 PC-4 – OEM-Version des Casio PB-100
- Tandy TRS-80 PC-5 – OEM-Version des Casio FX-780P
- Tandy TRS-80 PC-6 – OEM-Version des Casio FX-790P
- Tandy TRS-80 PC-7 – OEM-Version des Casio FX-5200P
- Tandy TRS-80 PC-8 – OEM-Version des Sharp PC-1246

Das PC in den Typenbezeichnungen steht dabei für „Pocket Computer“.

## Trivia
Neben den Rechnern wurde auch alle Peripherie und Software zwischen 1977 und 1984 mit der TRS-80-Marke verbunden.
TRS-80 wurde in der damaligen, sehr kompetitiv eingestellten „Heimcomputerszene“ auch als „Trash-80“ verballhornt (engl. trash = Müll, Ramsch).